# Карл Мальмстрем
Карл Мальмстрем (швед. Karl Malmström, 27 грудня 1875 — 6 вересня 1938) — шведський стрибун у воду.
Срібний медаліст Олімпійських Ігор 1908 року.